# Scaptobius zulu
Scaptobius zulu är en skalbaggsart som beskrevs av Gilbert John Arrow 1936. Scaptobius zulu ingår i släktet Scaptobius och familjen Cetoniidae. Inga underarter finns listade i Catalogue of Life.